# アンテトニトルス
アンテトニトルス（ラテン語: Antetonitrus：「雷の前に」の意味）は、ジュラ紀前期、現在の南アフリカに生息していた竜脚類恐竜の属の一つである。
唯一の種はAntetonitrus ingenipesである。現在知られている最古の竜脚類の一つであり、竜脚類の起源と初期進化を理解する上で非常に重要である。後の竜脚類と同じように四足歩行の草食動物であったと考えられるが、前肢は純粋に体重を支えるものではなく、原始的な特徴である物をつかむ能力が残っていた。

## 発見と命名
オーストラリア人の初期の竜脚形類の専門家であるアダム・イェーツ（Adam Yates）は 2003年、南アフリカ人のジェームズ・キッチンとともにアンテトニトルスを命名した。属名はラテン語で「～前に」を意味するante-と「雷」を意味するtonitrusから派生しており、 他の竜脚類、具体的にはブロントサウルス（「雷トカゲ」）以前の存在であることにちなむ。ブロントサウルスは実際にはアパトサウルスの新参異名であるが、大衆文化では未だ使われている名前であり、竜脚類が日常語として雷竜と呼ばれることもある。タイプ種A. ingenipesの種小名はラテン語で「がっちりした」という意味のingens と「足」を意味するpesから派生しており、単に体重を支えるものとして発達した足の始まりを示している
現在アンテトニトルスとして知られている化石は、1981年南アフリカ、フリーステイト州でキッチンにより発見されたものであり 、エウスケロサウルス（Euskelosaurus）とラベルされてBernard Price Instituteに所蔵されていた。 イェーツはこれらが独自の分類群のものであると認識し、数年後に記載を行った。ホロタイプとなっている最初の標本はいくつかの椎骨と前肢、後肢の多数の骨で構成されており、1個体に由来するものと見られる。この他に別の小型の個体の5個以上の肢の骨がこの属のものとされている。

## 特徴
ホロタイプの個体は全長8-10 m、体高1.5-2 mほどである。しかし、神経弓は椎体に癒合しておらず、この個体は完全に成長した個体でないようだ。
アンテトニトルスに明確に後の竜脚類と似た特徴が見られるものの、いくつかの原始的な特徴も残っている。祖先のように小型で軽量な骨格ではなく、主に四足歩行であった。竜脚類同様、祖先と異なり後脚と比較してあまり短くない、一方で中足骨は短くなっている。しかし、「親指」もしくは「Pollex」 とも呼ばれる手の第一指は、ずれた位置にあり、しなやかで、手でものを握ることが出来た。より派生的な竜脚類では、手首の骨は大きく太くなり、手首がずっと下向きになる方向で固定され、常時体重を支えるようになっており、手でものを握ることが出来ない。
アンテトニトルスには既に後の竜脚類に見られるような体のサイズの増加に対する適用が見られる。手首の骨は広く、分厚くなりより体重を支えるものになり、対して大腿骨は楕円形の断面であった。椎骨には長い神経棘がありリンクハイポスフェン- ハイパントラム関節が良く発達し、胴体の強度が増している。後ろ足の第一趾は既に第一中足骨より長い鉤爪があった。しかし、鉤爪は後の竜脚類に見られるような鎌型にはなっていない 。大腿骨は後の竜脚類が真直ぐであるのに対してややS字型であった。

## 分類
イェーツとキッチンの系統解析によりアンテトニトルスは基底的な竜脚類と識別され、メラノロサウルスのようなより基底的な竜脚類とイサノサウルスやヴルカノドンのようなより派生的な竜脚類の間に配置される。胴椎は南アフリカで発見されたレッセムサウルスのものに非常に良く似ている、一方で肢の骨は別のがっちりした南アフリカの竜脚類ブリカナサウルスのものに良く似ている。しかし、これらの種は情報が乏しく、アンテトニトルスの系統解析には含まれていない。
アンテトニトルスは系統上は最古の竜脚類ではないが、年代としては既知で最古の竜脚類であり、むしろメラノロサウルスやブリカナサウルスといった同じ累層から発見された特徴的な初期の竜脚類と関係があるようだ。これらの恐竜の化石は下部エリオット累層（en）のジュラ紀前期ヘッタンギアン（かつては三畳紀後期ノール期とされた）の地層で発見された。アンテトニトルスや他のエリオット累層の竜脚類が竜脚類と認識される前は、わずかに新しい時代であるタイのレート期の地層から発見されたイサノサウルスが最古の竜脚類とされていた。
この当時、単一の超大陸パンゲアであり、大陸内を横断した移住が可能であったため、初期の竜脚類や原竜脚類の近縁種は世界中で発見される。

## 参照
1. 1 2  Peyre de Fabrègues, Claire; Allain, Ronan (2016-02-01). “New material and revision of Melanorosaurus thabanensis, a basal sauropodomorph from the Upper Triassic of Lesotho”. PeerJ 4:  e1639. doi:10.7717/peerj.1639. ISSN 2167-8359. PMC 4741091. PMID 26855874.
2. 1 2 3 4 5 6 7 8 9 10 11 12 13 14 15 16  Yates, A.M. & Kitching, J.W. 2003. The earliest known sauropod dinosaur and the first steps towards sauropod locomotion. Proceedings of the Royal Society of London B: Biological Sciences 270: 1753-1758.
3. 1 2  John Pickrell (2003年7月10日). “New Dino Species Found on Dusty Shelf”.   National Geographic. 2012年12月24日閲覧。
4. ↑  Buffetaut, E., Suteethorn, V., Cuny, G., Tong, H., Le Loeuff, J., Khansubha, S. & Jongautchariyakul, S. 2000. The earliest known sauropod dinosaur. Nature 407: 72–74.